# Prolixus forsteri
Prolixus forsteri är en spindeldjursart som beskrevs av Beard, Fan och Thomas Walter 2005. Prolixus forsteri ingår i släktet Prolixus och familjen Tenuipalpidae. Inga underarter finns listade i Catalogue of Life.